# Renincarnated
Albums de MC Ren
Ruthless for Life
(1998) Rebel Music
(2015)
Singles
1. Renincarnated
Sortie : 11 août 2009

Renincarnated est le quatrième album du rappeur américain MC Ren. Il est sorti le 31 octobre 2009, par Villain Entertainment.

## Liste des titres
| No  | Titre                        | Durée |
| --- | ---------------------------- | ----- |
| 1.  | Renincarnated                | 4:20  |
| 2.  | Knock'em Out The Box         | 4:08  |
| 3.  | Showtime                     | 4:10  |
| 4.  | Down For Whatever            | 3:44  |
| 5.  | West Coastin                 | 3:30  |
| 6.  | Villainist Tales             | 2:59  |
| 7.  | Shootin' The Shit A Lil' Bit | 2:50  |
| 8.  | Black Star Line              | 3:15  |
| 9.  | Return Of The Villain        | 4:06  |
| 10. | V-Funk                       | 4:11  |